# 垣水純一
垣水 純一（かきみず じゅんいち、1960年10月17日 - ）は日本の財務官僚。

## 来歴
東京都出身。大蔵省関税局長を務めた垣水孝一は父で、経済学者の中山伊知郎は祖父。1984年東京大学経済学部経済学科卒業、大蔵省入省。福岡国税局長、名古屋国税局長、関東信越国税局長を歴任し、2022年から青山学院大学法学研究科特任教授。

## 職歴
- 1984年4月：大蔵省入省（主計局総務課）[5][1][6]
- 1985年：大蔵省主計局主計企画官（財政計画担当）付[7]
- 1988年4月：大蔵省証券局総務課企画係長
- 1989年7月：大阪国税局田辺税務署長
- 1990年7月：公正取引委員会事務局経済部調整課課長補佐
- 1993年5月：外務省在イタリア日本国大使館（イタリア語版）二等書記官
- 1994年4月：外務省在イタリア日本国大使館一等書記官
- 1996年7月：大蔵省国際金融局国際資本課課長補佐（総括・企画）[8]
- 1997年7月：大蔵省大臣官房調査企画課課長補佐
- 1998年5月：大蔵省大臣官房付兼総務庁行政管理局企画調整課調査員（規制緩和委員会事務担当）[5]
- 1999年7月：国税庁長官官房総務課課長補佐
- 2000年7月：大蔵省大臣官房企画官
- 2001年7月：東京国税局査察部長
- 2003年7月：財務省理財局総務課たばこ塩事業室長
- 2004年7月：中小企業庁経営支援部参事官
- 2006年7月：国税庁課税部個人課税課長
- 2007年1月：平成19年度税理士試験試験委員
- 2007年6月：公正取引委員会経済取引局企業結合課長
- 2009年7月：預金保険機構審議役
- 2011年7月：財務省大臣官房地方課長兼財務総合政策研究所次長
- 2012年7月：中国財務局長
- 2013年7月：財務省大臣官房付兼内閣官房内閣審議官（内閣官房副長官補付）、内閣官房郵政民営化推進室副室長、郵政民営化委員会事務局次長
- 2015年8月：福岡国税局長兼税務大学校福岡研修所長
- 2016年7月：名古屋国税局長
- 2018年7月：関東信越国税局長
- 2019年11月：税務大学校長
- 2020年8月：財務省大臣官房総合政策課経済政策分析官[9]
- 2021年3月：定年退職
- 2022年9月：青山学院大学法学研究科ビジネス法務専攻特任教授[3]